# Walafrida nachtigalii
Walafrida nachtigalii là một loài thực vật có hoa trong họ Huyền sâm. Loài này được (Rolfe) Rolfe miêu tả khoa học đầu tiên năm 1901.